# Dân tộc học châu Á
Dân tộc học châu Á (tiếng Anh: Asian Ethnology) là một tạp chí nghiên cứu chuyên sâu về các dân tộc và nền văn hoá châu Á. Tạp chí được xuất bản lần đầu tiên vào năm 1942 tại Đại học Công giáo Bắc Kinh (Catholic University of Peking) để nghiên cứu về văn học dân gian và từ năm 1963 đến nay tại Đại học Nam Sơn, Nhật Bản (Nanzan University). Tạp chí đân tộc học châu Á được biết đến như một ấn phẩm khoa học uy tín chuyên nghiên cứu văn hoá dân gian châu Á, được biên tập bởi hai nhà khoa học Benjamin Dorman và Frank J. Korom và được Viện Tôn giáo và Văn hóa Nam Sơn, Nhật Bản xuất bản nửa năm một lần.

## Nội dung
Là một tạp chí khoa học chuyên ngành từ năm 1942 đến nay, tạp chí dân tộc học Châu Á xuất bản nhiều bài tiểu luận và phân tích, các báo cáo nghiên cứu khoa học, và các bài bình luận khoa học quan trọng liên quan đến một loạt các chuyên đề, bao gồm: Truyện ngắn, tiểu thuyết, nghệ thuật trình diễn, và các hình thức đại diện văn hoá khác; Các khái niệm tôn giáo phổ biến; Các phương pháp tiếp cận sức khoẻ và phương pháp chữa bệnh; Những kiến thức về sinh thái và môi trường địa phương; Trí nhớ tập thể và cách sử dụng chúng trong quá khứ; Sự thay đổi văn hoá trong cộng đồng người Do Thái; Quá trình di cư xuyên quốc gia; Văn hoá vật chất.

## Chuyên mục
Tạp chí Dân tộc học châu Á bao gồm những chuyên mục như: Danh mục trích dẫn nghệ thuật và nhân văn, Thư mục nghiên cứu châu Á, Thư mục các tạp chí truy cập Mở và EBSCO: Hoàn tất Nghiên cứu Học thuật.

## Mở rộng
- Journal homepage
- JSTOR